# San Agustín, Tlajomulco de Zúñiga
San Agustín är en ort i Mexiko.   Den ligger i kommunen Tlajomulco de Zúñiga och delstaten Jalisco, i den centrala delen av landet, 500 km väster om huvudstaden Mexico City.San Agustín ligger 1 594 meter över havet och antalet invånare är 15 107.
Terrängen runt San Agustín är kuperad åt sydväst, men åt nordost är den platt. Runt San Agustín är det tätbefolkat, med 266 invånare per kvadratkilometer. Närmaste större samhälle är Guadalajara, 15,4 km nordost om San Agustín. I omgivningarna runt San Agustín växer huvudsakligen savannskog.